# Si par une nuit d'hiver un voyageur
Si par une nuit d'hiver un voyageur (titre original italien : Se una notte d'inverno un viaggiatore) est un roman d'Italo Calvino paru en 1979.
Dans cette œuvre, qui s'inscrit dans le courant postmoderniste, se succèdent des « chapitres » où l'auteur utilise principalement une narration à la deuxième personne. Italo Calvino brouille les niveaux diégétiques d'un récit-cadre qui s'enfonce dans une série de mises en abyme. L'histoire met en scène un personnage principal nommé Lecteur qui s'engage dans la quête d'un manuscrit. Ce récit-cadre sera interrompu par l'insertion d'incipits d'œuvres dont la fin demeure toujours inconnue. L'œuvre oscille entre texte et métatexte,.

## Analyse
Dans cet ouvrage composé de onze fragments, Italo Calvino offre (non sans humour) une remise en question du genre traditionnel du roman. Les dix premiers fragments ressemblent à une sorte d'encyclopédie des formes romanesques et le dernier les englobe toutes. Chaque chapitre est divisé en deux parties. La première correspond au récit-cadre et est narrée à la 2e personne du singulier. Elle met en scène le processus de lecture par lequel le lecteur prend connaissance d'un chapitre à lire. La seconde partie est un incipit d'un nouveau roman. On retrouve donc au total une dizaine d'incipits de roman qui regroupent un large éventail de style allant du réalisme magique de l'Amérique latine au roman policier. Par une ambiguïté pronominale que l'on retrouve aussi chez Butor, le texte souligne ainsi les mécanismes du rapport entre le lecteur et le roman. La confusion créée par l'adresse directe « toi, lecteur » remet en question le rôle de l'auteur, du narrateur et du lecteur dans le processus d'actualisation de l'œuvre. L'œuvre tente d'intégrer le lecteur réel à la fiction en forçant son passage d'un univers extérieur à l'univers fictif. Dans Si par une nuit d'hiver un voyageur, Calvino se révèle un habile théoricien du roman doublé d'un conteur efficace.

## Influences
Cette œuvre a été influencée par l'appartenance de l'auteur à l'Oulipo. Calvino a participé aux rencontres de l'Oulipo et tout comme les membres du groupe, il accorde une importance fondamentale à la structure des récits et croit que les meilleurs récits naissent de contraintes structurelles prédéterminées. Toutefois, alors que certains membres de l'Oulipo prendront pour point de départ des contraintes particulières qui les amèneront à la fiction, Calvino use des contraintes pour transgresser la fiction. La frontière entre fiction et réel devient poreuse par une série de restrictions, parmi lesquelles on compte notamment, la mise en abîme et la métanarration. Commentaire du narrateur sur la narration, ce processus brouille volontairement la frontière entre réel et fiction.
Si par une nuit d'hiver un voyageur paraît d'ailleurs au même moment que la publication de Lector in fabula d'Umberto Eco qui se penche sur la relation entre auteur, texte et lecteur.
Le roman a aussi influencé la création du jeu vidéo expérimental "If on a Winter's Night, Four Travelers", qui met en scène les récits de plusieurs personnages racontant comment ils sont tous arrivés dans le train dans lequel ils se trouvent au début de l'histoire.

## Éditions
- Se una notte d'inverno un viaggiatore, Turin, Einaudi, 1979.
- Si par une nuit d'hiver un voyageur, (traduction de Danièle Sallenave et François Wahl), Paris, Éditions du Seuil, 1981  (ISBN 2-02-005755-7), disponible sur Internet Archive.  — Rééd. avec une préface de Paul Fournel, coll. Points, 1995,  (ISBN 2-02-025157-4), disponible sur Internet Archive.
- Si une nuit d'hiver un voyageur, (traduction de Martin Rueff), Paris, Gallimard, paru directement dans la collection Folio, 2015  (ISBN 978-2-07-045106-7)